# Sivuči Kamni
Sivuči Kamni (rus. Острова Сивучьи Камни) su skupina pustih otočića i hridi na istočnoj strani Udskog zaljeva, u zapadnom dijelu Ohotskog mora.

## Geografija
Leže sjeverno od otoka Medveži. Najveća su dva otočića, leže 4 km sjeverozapadno i jugoistočno jedan od drugog, prvi je visok 232 m, a drugi 171 m. Stijena visoka 79 m nalazi se  jugozapadno od potonjeg od dva otočića. Grebeni obrubljuju skupinu.

## Povijest
Američki kitolovci i posade čamaca krstarili su u potrazi za grenlandskim kitovima oko stijena između 1855. i 1874. godine. Zvali su ih Sugar Loaf ili Pinnacle Rocks. U noći 11. listopada 1858. bark Ocean Wave (380 tona), pod vodstvom kapetana Hirama Bakera iz New Bedforda, razbio se o jednu od stijena tijekom oluje, a cijela posada je poginula.